# کافه هکتور
کافه هکتور (دانمارکی: Café Hector) یک فیلم کوتاه ۱۶ میلی‌متری دانمارکی به کارگردانی لُته سوندسن است که در سال ۱۹۹۶ منتشر شد.

## بازیگران
- مس میکلسن
- یسپر اِسهولت
- لوئیز میریتس
- نیکلای کوپرنیکوس
- هنریک یاندورف
- مارینا بوراس
- سوفی استوگار
- پیتر میوگین